# LAX (Album)
LAX ist das dritte Studioalbum des US-amerikanischen Rappers The Game. Es erschien am 26. August 2008 über das Label Geffen Records.

## Titelliste
1. Intro (von DMX) – 1:20
2. LAX Files – 3:59
3. State of Emergency (feat. Ice Cube) – 3:38
4. Bulletproof Diaries (feat. Raekwon) – 4:52
5. My Life (feat. Lil Wayne) – 5:20
6. Money – 5:13
7. Cali Sunshine (feat. Bilal) – 4:33
8. Ya Heard (feat. Ludacris) – 4:04
9. Hard Liquor (Interlude) – 1:50
10. House of Pain – 4:32
11. Gentleman's Affair (feat. Ne-Yo) – 3:39
12. Let Us Live (feat. Chrisette Michele) – 4:39
13. Touchdown (feat. Raheem DeVaughn) – 3:59
14. Angel (feat. Common) – 4:28
15. Never Can Say Goodbye (feat. Latoya Williams) – 4:40
16. Dope Boys (feat. Travis Barker) – 4:00
17. Game's Pain (feat. Keyshia Cole) – 4:21
18. Letter To The King (feat. Nas) – 5:45
19. Outro (von DMX) – 1:28

## Rezeption

### Charts
LAX erreichte Platz 2 der US-amerikanischen Billboard 200. Insgesamt konnte sich die Veröffentlichung 28 Wochen in den Album-Charts der Vereinigten Staaten halten. In Kanada belegte das Album ebenfalls Rang 2 der Charts. Mit Position 33 war LAX auch in den deutschen Album-Charts vertreten.

### Kritik
Die E-Zine Laut.de bewertete LAX mit vier von möglichen fünf Punkten. Aus Sicht des Redakteurs Simon Müller setze „der selbsternannte Dr. Dre-Nachfolger sein Westküsten-Revival nahtlos fort und weck[e] angenehme Erinnerungen an mehr als nur einen Klassiker.“ Während die Stücke My Life, LAX Files und Let Us Live „die Schattenseiten des Thug-Life mit düsterster Gangbanger-Melancholie“ schildern, hole The Game mit Ice Cube und Reakwon „für gepflegtes Hood-Representing […] zwei Veteranen des Gangsta-Rap [zum Ausgleich] ins Boot.“ Neben den zahlreichen namhaften Gastrappern bestehe auch das „Produzentenaufgebot […] nur aus Schwergewichten der Szene.“ Ex-Blink-182-Drummer Travis Barker entpuppe sich auf Dope Boys „als extrem guter 808-Ersatz“, der „den Track zu einem der Höhepunkte des Albums“ erhebe. Auch Money gehöre „dank dem wirklich gut produzierten E-Gitarren-Beat und dem Betty Wright vocal sample“ zu einem der „besten Songs des Albums.“ Des Weiteren falle der Song Letter To The King, eine „Ode an Martin Luther King“, „völlig aus dem Rahmen.“